# Videgökbi
Videgökbi, Nomada leucophthalma, är ett bi i släktet gökbin och familjen långtungebin.

## Beskrivning
Videgökbiet har svart huvud och mellankropp; på skutellen, mellankroppens bakersta del, har det emellertid en stor, rödbrun fläck. På huvudet och ovansidan av huvudet har honan mörkbrun behåring, medan hanen har ljusbruna hår på ovansidan, och vita hår på mellankroppens sidor. Tergiterna är mörkröda till svarta mot fram- och bakkanterna, samt rödbruna eller med ljusa fläckar på mittpartiet. På sidorna av tergiterna 2 och 3 har arten blekgula fläckar med röda markeringar i mitten, och på tergit 4 till 5 hos honan, 4 till 6 hos hanen finns det blekgula tvärband. Kroppslängden varierar från 8 till 12 mm.

## Ekologi
Videgökbiet bygger inga egna bon, utan honan är boparasit hos sandbin som videsandbi, spetssandbi, flodsandbi och eventuellt även batavsandbi. Videgökshonan lägger ägg i värdbiets bo, ett ägg per larvcell som redan fyllts med näring. Hennes larv dödar värdägget eller -larven, och lever på den insamlade födan.
Videgökbiet förekommer i habitat som skog, skogsbryn och hedar på morän- och sandgrund, samt i sandtäkter och ruderatmarker. Förekomst av sälg och vide är viktig, framför allt eftersom dessa växter är de främsta pollen- och nektarkällorna för värdarterna. Videgökbiet flyger även till smultron, blåbär och maskros. Arten flyger tidigt på kontinenten, från mars till början av maj. I norra delen av utbredningsområdet flyger arten senare, från april till början av juni.

## Utbredning
Utbredningsområdet omfattar Mellan- och Nordeuropa från Brittiska öarna, Nederländerna och Belgien i väster, Norden (utom Island) i norr, Alperna som sydgräns och vidare österut genom Asien till Sibirien och Japan.
I Sverige finns arten i hela Götaland och Svealand, samt genom Norrland upp till Västerbotten.
I Finland saknas arten på Åland, men annars finns den i hela landet upp till nordöstra Lappland, även om omkring 4/5 av populationen förekommer i landskapen Mellersta Finland, Nyland, Södra Savolax och Norra Karelen.

## Status
Arten är inte rödlistad, utan klassificerad som livskraftig ("LC") både globalt, i Sverige och i Finland.                                                                                        